# 馬爾科·奧爾西
馬爾科·奧爾西（義大利語：Marco Orsi；1990年12月11日—）是一位意大利男子游泳運動員。他曾代表意大利參加了2012年倫敦奧運會、2016年里約奧運會和世界游泳錦標賽等比賽。